# Дуров Борис Валентинович
Дуров Борис Валентинович (12 березня 1937, Слов'янськ — 5 квітня 2007, Москва) — радянський і російський кінорежисер і сценарист. Заслужений митець Росії (2000).

## Біографія
Борис Дуров народився у Слов'янську Донецької області УСРР (нині Україна). 1955 року закінчив Казанське суворовське училище, а 1960 року — Ризьке Червонопрапорне вище інженерно-авіаційне військове училище імені Ленінського комсомолу. Після чого вирішив пов'язати своє життя з кіно та вступив на режисерське відділення ВДІКу. Навчався у майстерні Якова Сегеля. Його однокурсниками були Станіслав Говорухін та Леонід Нечаєв.
У 1967 році закінчив ВДІК і того ж року спільно з С. Говорухіним поставив свій дебютний пригодницький фільм про альпіністів «Вертикаль». Як пізніше згадував Володимир Висоцький, це була його перша картина, на яку він написав вірші та музику як автор. Це стало однією з причин популярності фільму: він посів десяте місце серед вітчизняних картин радянського прокату 1967. З нього почалася популярність Висоцького як автора-виконавця. В 1968 його пісні з фільму були вперше випущені на міньйоні.
Після цього шляхи режисерів розійшлися. Дуров багато років працював на різних студіях країни, пробуючи себе в різних жанрах, від драми та комедії до дитячого та військового фільму.
У 1979 році друзі знову об'єднали сили та написали сценарій «Піратів XX століття» — «першого радянського кінобойовика», який став найвідомішим фільмом Дурова. У рік виходу картину переглянули 87,6 мільйона людей (кожен третій житель СРСР), що стало абсолютним рекордом радянського кінопрокату. Також вперше на вітчизняному екрані було показано прийоми карате.
Його наступну драму «Не можу сказати «прощавай»» (1982) подивилися 34,6 мільйона глядачів, і вона зайняла четвертий рядок у списку найуспішніших фільмів року.
Після розпаду СРСР Дуров пішов із кіно, повернувшись лише 2001 року для роботи над телесеріалом «Таємний знак». Серіал вийшов 2002 року на каналі «ТНТ» і завоював величезну популярність. У 2000 році за заслуги в галузі мистецтва він був удостоєний звання «Заслужений діяч мистецтв Російської Федерації».
Борис Дуров помер 5 квітня 2007 року у Москві від наслідків інсульту, перенесеного кількома роками раніше. Похований на Мітинському цвинтарі поруч із дружиною, художницею Зінаїдою Миколаївною Дуровою (1937—2003).
1. 1 2  Deutsche Nationalbibliothek Record #1063746086 // Gemeinsame Normdatei — 2012—2016.